# Campbelltown (Nova Gales do Sul)
Campbelltown é uma cidade localizada nos arredores da área metropolitana de Sydney, em Nova Gales do Sul, Austrália. Está localizada a 42 quilômetros a sudoeste do distrito comercial central de Sydney. A cidade também é reconhecida no registro do Conselho de Nomes Geográficos de Nova Gales do Sul como uma das únicas quatro cidades na área metropolitana de Sydney.